# Turismo en Andalucía

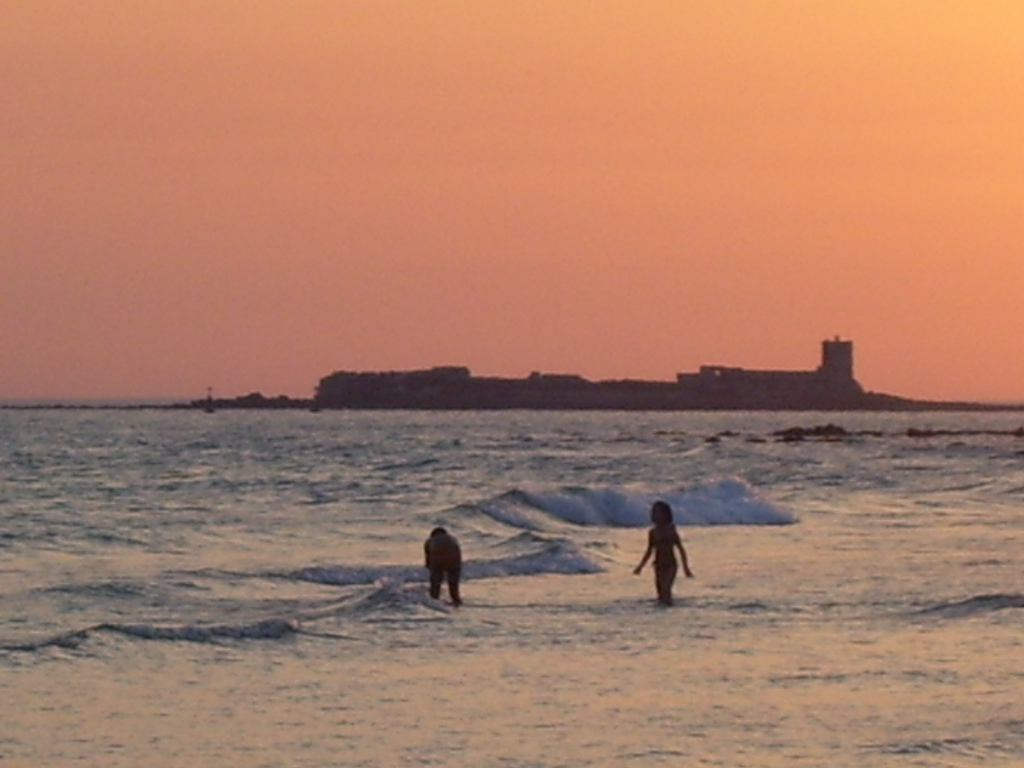
Playa gaditana junto al Castillo de Sancti Petri. La mayor parte de los turistas que visitan Andalucía lo hacen atraídos por su clima y los atractivos de sus costas

El turismo en Andalucía ha supuesto en la historia andaluza todo un revulsivo tanto por su importancia económica como por su relevancia social e impacto ambiental. Durante todo el año es visitada por millones de turistas provenientes tanto de otras comunidades autónomas españolas como de otros países. Entre el turismo extranjero destaca el proveniente de los países de la Unión Europea, en especial de Reino Unido, Alemania, Francia, Italia y los países nórdicos.
Con casi 30 millones de visitantes anuales cuyos principales destinos dentro de la comunidad son Sevilla, la Costa del Sol y Sierra Nevada, Andalucía es la cuarta comunidad autónoma por número de visitantes de toda procedencia, después de Cataluña, Baleares y Canarias.

## Turismo de costa

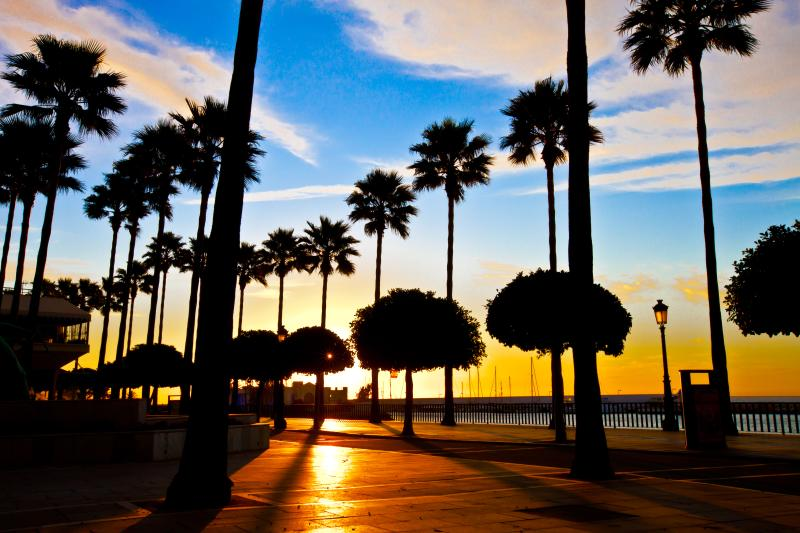
Paseo con palmeras y naranjos en Marbella.

La situación de Andalucía, al sur de la península ibérica, hace que sea uno de los lugares más cálidos de Europa. Predomina en todo el territorio el clima mediterráneo, que aporta un gran número de horas de sol, lo cual, junto con la presencia de extensas playas, configura las condiciones idóneas para el desarrollo del turismo de sol y playa.
El litoral es el que presenta como el activo más importante desde el punto de vista turístico, aunque también es cierto que es el que presenta unos mayores riesgos por su intensiva utilización.
Hay una elevada concentración territorial del sector turístico andaluz y es precisamente en la zona litoral donde se ejerce más presión. El 75% del total de las pernoctaciones hoteleras de Andalucía se hacen en los municipios del litoral andaluz y, como es lógico, es aquí también donde se concentra la mayor oferta de alojamientos turísticos (más del 70% del total de oferta de alojamiento reglado).
La mayor demanda turística se concentra en el mes de agosto, con un 13,26% de las pernoctaciones de todo el año, mientras que el mes de diciembre es el mes que recibe menos turistas, un 5,36%.
Sus 836 km de costa están bañados por el Océano Atlántico, al oeste, donde se encuentra la Costa de la Luz (Huelva y Cádiz), y por el Mar Mediterráneo, donde la costa oriental se divide en la Costa del Sol (Málaga y parte de Cádiz), Costa Granadina y la Costa de Almería. Toda la costa se encuentra en buen estado de conservación, así lo avalan las 84 banderas azules que le concedieron en 2004, tanto a las playas (66), como a los puertos deportivos (18), que acreditan su sostenibilidad, accesibilidad y calidad.

## Turismo cultural

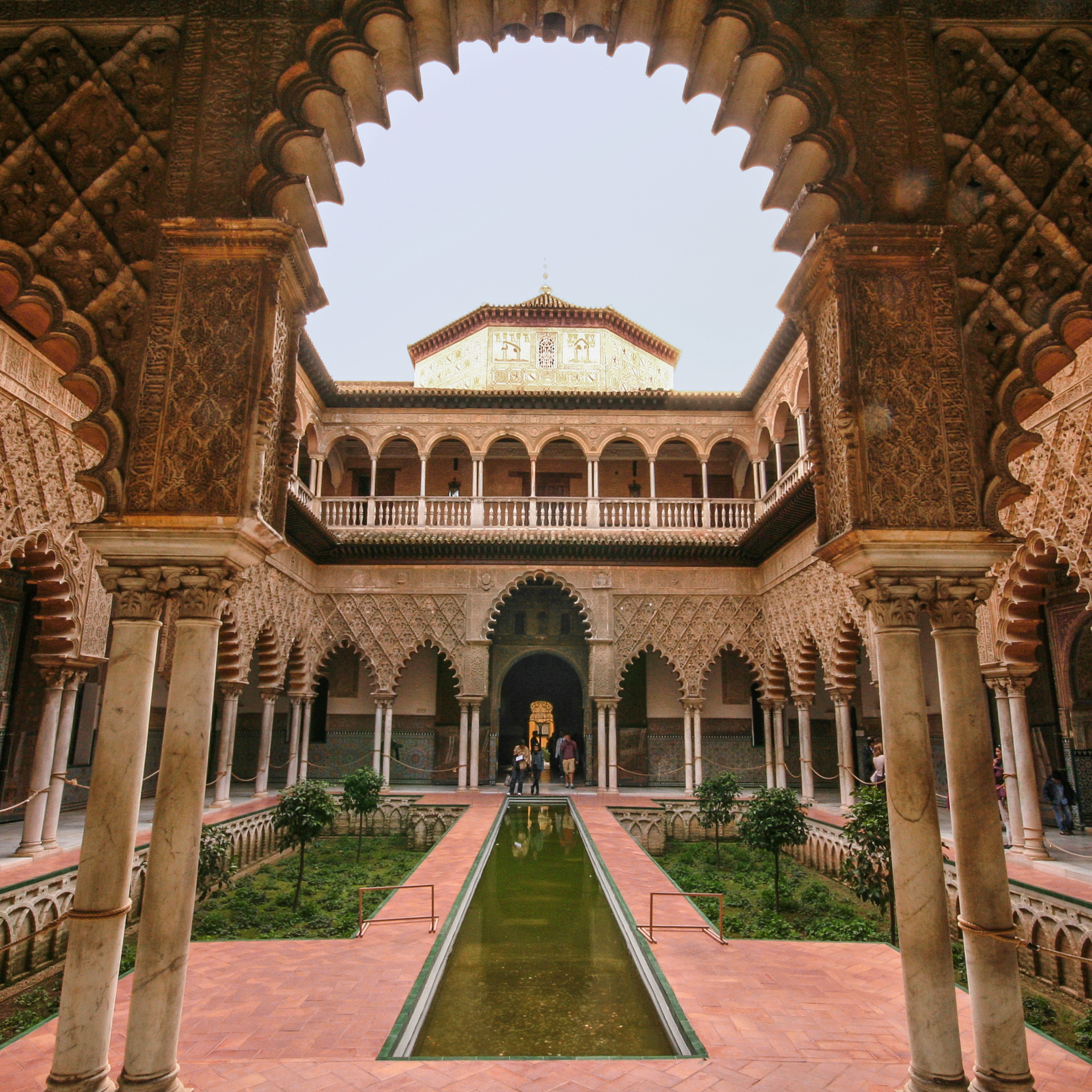
Real Alcázar de Sevilla

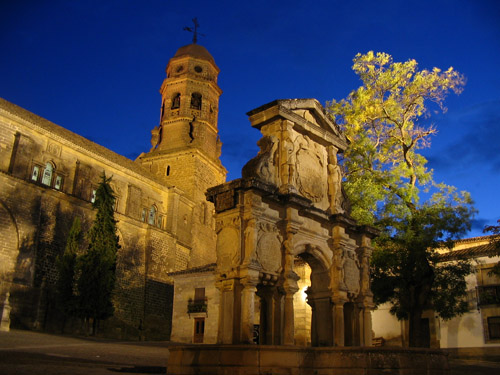
Baeza, Patrimonio de la Humanidad

En cuanto al turismo cultural, la comunidad cuenta con una gran riqueza patrimonial e histórica. Andalucía cuenta con monumentos tan reconocidos como el Real Alcázar de Sevilla, la Alhambra en Granada o la Mezquita de Córdoba. También son destacables las catedrales, alcazabas, castillos o fortalezas, monasterios y cascos históricos de ciudades monumentales, como las declaradas Patrimonio Mundial de Úbeda y Baeza (Jaén), o la Catedral de Sevilla que es la catedral de estilo gótico más grande del mundo, o la Plaza de España (Sevilla).
Cada una de las provincias, muestran una gran variedad de estilos arquitectónicos (desde arquitectura islámica a renacentista pasando por la barroca). Otro de los atractivos culturales es el de los Lugares colombinos (Palos de la Frontera, La Rábida y Moguer) en Huelva, lugares especialmente ligados al primer viaje de Colón que tuvo como resultado el descubrimiento de América. En lo referente al turismo arqueológico, Andalucía cuenta con conjuntos arqueológicos de gran interés, como Itálica, ciudad romana de donde eran originarios los emperadores Trajano y Adriano o Medina Azahara, ciudad-palacio mandada construir por el califa cordobés Abderramán III, en los que aun siendo mucho lo visitable, la proporción de lo ya excavado respecto al total de los yacimientos es mínima.
Por otra parte, Andalucía vio nacer a grandes pintores, como Diego Velázquez, Bartolomé Esteban Murillo, Julio Romero de Torres o Pablo Picasso, circunstancia que desde el punto de vista cultural y turístico, ha permitido crear instituciones como el Museo Casa de Murillo en Sevilla, el Museo Julio Romero de Torres en Córdoba o la  Fundación Picasso Museo Casa Natal y el Museo Picasso en Málaga, todas ellas destinadas a dar a conocer a estos artistas. Destacable es la aportación de mecenas coleccionistas como la Baronesa Thyssen que han posibilitado la generación de instituciones como el Museo Carmen Thyssen también en Málaga. Además Andalucía cuenta con un gran número de museos repartidos por toda su geografía, que muestran no solo pinturas, sino además restos arqueológicos y elaboradas piezas de orfebrería, cerámica, alfarería; todo tipo de trabajos artísticos que tratan de mostrar las tradiciones y artesanías típicas de la región.

## Turismo de naturaleza
Junto al turismo de sol y playa también se observa un fuerte crecimiento del turismo de naturaleza y de interior, cultural y monumental, deportivo o el de congresos, además, es de valorar positivamente la utilización de recursos más variados para una mejor redistribución de la presión. Una alternativa al sol es el turismo rural en la Sierra Norte de Sevilla y la nieve que los turistas encuentran en estación de esquí de Sierra Nevada, una de las mejores de Europa, donde el invierno está lejos de ser un problema para el turismo.

## Pernoctaciones turísticas
Según datos del Anuario económico de La Caixa 2013 las pernoctaciones turísticas por provincias en Andalucía serían.-
|  | 202,275 | 15,876 | 35,781 | 7,48  | 24,717 | 27,643 | 5,009 | 67,203 | 16,300 |
|  | 100%    | 7,84%  | 17,68% | 3,69% | 12,21% | 13,66% | 2,47% | 33,22% | 8,05%  |

Según datos del INE en 2011, Torremolinos fue la ciudad con mayor número de "pernoctaciones hoteleras", con 4,2 millones; seguida de Sevilla con 3,58 millones; Granada, con 2,62 millones; Benalmádena con 2,53 millones; Marbella con 2,39 millones; Málaga, con 1,81 millones; Fuengirola con 1,72 millones y Córdoba, con 1,18 millones.